# Independent Women's Football League
La Independent Women's Football League (IWFL) è la prima in ordine di creazione delle tre leghe di football americano a 11 femminile degli Stati Uniti (le altre sono la Women's Football Alliance e la Women's Spring Football League). Fondata nel 2000, ha cominciato l'attività nel 2001. Comprende 41 squadre situate negli Stati Uniti d'America e nel Canada.

## Albo d'oro

### Tier I
| Anno | Squadra vincitrice     | Risultato della finale | Finalista sconfitta |
| ---- | ---------------------- | ---------------------- | ------------------- |
| 2001 | Austin Outlaws (1)     | -                      | -                   |
| 2002 | New York Sharks (1)    | 21-4                   | Austin Outlaws      |
| 2003 | Sacramento Sirens      | 41-30                  | New York Sharks     |
| 2004 | Sacramento Sirens      | 29-27                  | New York Sharks     |
| 2005 | Sacramento Sirens (3)  | 9-7                    | Atlanta Xplosion    |
| 2006 | Atlanta Xplosion       | 21-14                  | Detroit Demolition  |
| 2007 | Detroit Demolition (1) | 17-7                   | Atlanta Xplosion    |
| 2008 | Dallas Diamonds (1)    | 35-29                  | Chicago Force       |
| 2009 | Kansas City Tribe (1)  | 21-18                  | D. C. Divas         |
| 2010 | Boston Militia (1)     | 39-7                   | Sacramento Sirens   |
| 2011 | Atlanta Ravens (2)     | 24-22                  | California Quake    |
| 2012 | Montreal Blitz (1)     | 28-27                  | Sacramento Sirens   |
| 2013 | Carolina Phoenix (1)   | 14-0                   | Houston Energy      |
| 2014 | Pittsburgh Passion     | 41-7                   | Houston Energy      |
| 2015 | Pittsburgh Passion (2) | 41-37                  | Utah Falconz        |
| 2016 | Utah Falconz (1)       | 49-6                   | Minnesota Vixen     |

### Tier II
| Anno | Squadra vincitrice     | Risultato della finale | Finalista sconfitta   |
| ---- | ---------------------- | ---------------------- | --------------------- |
| 2008 | Montreal Blitz         | 26-6                   | Clarksville Fox       |
| 2009 | Wisconsin Warriors (1) | 42-14                  | Montreal Blitz        |
| 2010 | Montreal Blitz (2)     | 9-2                    | Bay Area Bandits      |
| 2011 | Seattle Majestics (1)  | 20-0                   | New England Intensity |

### Founders Bowl
| Anno | Squadra vincitrice   | Risultato della finale | Finalista sconfitta  |
| ---- | -------------------- | ---------------------- | -------------------- |
| 2012 | Carolina Phoenix     | 27-0                   | Portland Shockwave   |
| 2013 | Montreal Blitz (3)   | 55-?                   | Arlington Impact     |
| 2014 | Madison Blaze (1)    | 31-14                  | Baltimore Nighthawks |
| 2015 | Carolina Phoenix     | 32-9                   | Madison Blaze        |
| 2016 | Carolina Phoenix (3) | 20-12                  | Carson Bobcats       |

### Tier III Legacy Bowl/Affiliate Bowl (dal 2015)
| Anno | Squadra vincitrice  | Risultato della finale | Finalista sconfitta    |
| ---- | ------------------- | ---------------------- | ---------------------- |
| 2012 | Carolina Queens     | 18-0                   | Colorado Sting         |
| 2013 | Carolina Queens     | 28-14                  | San Antonio Regulators |
| 2014 | Carolina Queens (3) | 28-22                  | Minnesota Vixen        |
| 2015 | Detroit Pride (1)   | 24-22                  | San Antonio Regulators |
| 2016 | Maine Mayhem (1)    | 48-0                   | Knoxville Lightning    |

## Squadre
- Eastern Conference

North Atlantic 1: Boston Militia, New York Sharks, D.C. Divas, Baltimore Nighthawks, Central PA Vipers, Pittsburgh Passion
South Atlantic 1: Miami Fury, Atlanta Xplosion, Orlando Mayhem, Palm Beach Punishers
Midwest 1: Chicago Force, Detroit Demolition, Wisconsin Wolves, Columbus Phantoms, Wisconsin Warriors
North Atlantic 2: Montreal Blitz, Manchester Freedom, Southern Maine Rebels, New England Intensity, Holyoke Hurricanes
South Atlantic 2: Cape Fear Thunder, Carolina Phoenix, Carolina Queens
Midsouth 2: Louisiana Fuel, Shreveport Aftershock, Clarksville Fox
- Western Conference

Pacific Northwest: Seattle Majestics, Corvallis Pride, Portland Shockwave, Santa Rosa Scorchers, Sacramento Sirens, Redding Rage
Pacific Southwest: California Quake, Tucson Monsoon, Las Vegas Showgirlz, Southern California Breakers, New Mexico Menace
Midsouth: Kansas City Tribe, Iowa Crush, Dallas Diamonds